# Републикански път III-1004
Републикански път IIІ-1004 е третокласен път, част от Републиканската пътна мрежа на България, на територията на област Враца, Община Враца. Дължината му е 17,6 km.
Пътят се отклонява надясно при 149 km на Републикански път I-1 югоизточно от град Враца и се насочва на юг, по подножието на източните скални венци на Врачанска планина. Преминава през селата Паволче и Челопек, като при последното остро завива на северозапад и след стръмно изкачване достига билото на планината при историческия връх Вола (Околчица).
| Пътища, отклоняващи се надясно (населено място, № на пътя, посока на пътя) | km   | Пътища, отклоняващи се наляво (посока на пътя, № на пътя, населено място) |
| -------------------------------------------------------------------------- | ---- | ------------------------------------------------------------------------- |
| Община Враца, I-1, 149 km →                                                | 0,0  | → 149 km, I-1, Община Враца                                               |
| с. Паволче                                                                 | 3,6  | с. Паволче                                                                |
| с. Челопек                                                                 | 7,3  | → с. Челопек, общински път (за с. Лютиброд)                               |
| връх Вола (Околчица)                                                       | 17,6 | връх Вола (Околчица)                                                      |